# Rio Helmande
Helmande, Hilmande ou Helmunde (em pastó: هیرمند; em persa: هلمند, chamado na Antiguidade de Erimandro (em grego clássico: Ἐτύμανδρος; romaniz.: Eurýmandros; em latim: Erymandrus) é um longo rio da Ásia Central, o maior do Afeganistão e tem 1 150 quilômetros de comprimento. Nasce nas cordilheira de Baba no centro-oeste do Afeganistão e flui a noroeste através de mais de metade do comprimento do país antes de fluir a norte a curta distância do Irã até os pântanos do Sistão na fronteira dos países. Recebe vários tributários, incluindo o Argandabe e Tarnaque e drena mais de 160 000 quilômetros quadrados.